# 原マサヒコ
原 マサヒコ（ハラ マサヒコ）は、マーケティング企業の代表であり、ビジネス書を書く著作家である。

## 経歴
神奈川県相模原市出身。神奈川県立弥栄東高等学校（普通科）を卒業後、神奈川自動車整備専門学校（現・横浜テクノオート専門学校）を卒業している。
神奈川トヨタでディーラーメカニックを経験、トヨタ技能オリンピックで最年少優勝し、IT企業へ転職。PCメーカーにてユーザーサポート業務に従事する。パーソルホールディングス内のマーケティングディレクターを経て、WEBマーケティング会社のプラスドライブ株式会社を設立。代表取締役を務める。また、ビジネス書著者として書籍出版、講演などをしている。

## 人物エピソード
- 第19代総理大臣原敬の子孫（傍系）として生まれる。社会人になってしばらくしてから、その事実を知る[1]。
- 高校にはほとんど行かず、バイクや車に乗り、いじってばかりの日々を過ごす。親から勘当され、17歳で家を追い出される。
- 車の免許を取ってすぐ、ヤクザのベンツに追突事故を起こし、脅迫電話が毎晩掛かってくる目に遭う。
- トヨタの専門学校に入ろうとするが、高校の出席日数が全く足りずに書類で不合格。神奈川の小さな専門学校に入学。
- 滑り込みでトヨタのディーラーに就職し、入社4年目でメカニックの技術大会であるトヨタ技能オリンピックで最年少で優勝。
- カイゼンのアイデアを競う「アイデアツールコンテスト」で2年連続神奈川県代表に選出される。
- 「プラドラ」を発売後に新聞広告が掲載されたが、ちょうど隣の広告枠が「原敬」の本であり、鳥肌が総立ちした。
- 2016年2月にトヨタ産業技術記念館で講演を行う。トヨタ自動車と並んで登壇し、帰宅途中に感極まってしまう。

## 書籍

### 著書
- 『人生で大切なことはすべてプラスドライバーが教えてくれた』 （経済界）
- 『アクセルを踏みこめ』 （経済界）
- 『世界中で採用されているのに日本人だけが使っていない日本流の働き方』（扶桑社）
- 『新人OLひなたと学ぶ どんな会社でも評価されるトヨタのPDCA』（あさ出版）
- 『どんな仕事でも必ず成果が出せる　トヨタの自分で考える力』（ダイヤモンド社）
- 『まんがで身につくPDCA』（あさ出版）
- 『トヨタ流 最強カイゼン＜MOOK＞』（宝島社）
- 『トヨタで学んだ自分を変えるすごい時短術』（かんき出版）
- 『Action!トヨタの現場の「やりきる力」』（プレジデント社）
- 『トヨタ流5S 最強のルール』(大和書房)
- 『トヨタで学んだ 動線思考』(祥伝社)
- 『入社1年目の心得』(総合法令出版）
- 『トヨタの非常識な仕事のルール』（三笠書房）
- 『世界一やさしい超勉強法101』（飛鳥新社）

### 海外版
- 『菜鳥黒手奮門記』（高寶國際出版）・・「人生で大切なことはすべてプラスドライバーが教えてくれた」の中国語版。世界3カ国で発売された。
- 『FloorIt！』（Amazon.com/Kindle版）・・・「アクセルを踏みこめ」の英訳版。世界245カ国で配信されている。
- 『善用25％規則，TOYOTA精實到位時間管理術』（商周出版）・・・「トヨタで学んだ自分を変えるすごい時短術」の中国語版。

### その他書籍（寄稿・インタビュー等）
- 『逆算メモ術』 （マイコミジャーナル編集部） ビジネスパーソンのメモ術を紹介。11名のうちの1人として掲載。
- 『日本の論点2011』 （文藝春秋） 天職をどう見つけるか、について寄稿。